# Martin de Laon
Martin de Laon (819-875) est un érudit, professeur et écrivain du IXe siècle. Prêtre ou évêque d'origine irlandaise, il vint sur le continent, enseigna à Saint-Remi de Reims et à Laon, où il mourut.
Il est l'auteur de Scholica Graecarum glossarum, recueil d'explications, souvent fantaisistes, de mots grecs. On lui attribue aujourd'hui, à la suite de Jean Préaux, un commentaire du De nuptiis Philologiae et Mercurii de Martianus Capella, précédemment mis sous le nom de Dunchad.